# Сент-Панкрас (вокзал)
Сент-Па́нкрас (англ. St Pancras railway station, также London St Pancras и St Pancras International, устар. — вокзал святого Панкратия) — один из 13 центральных железнодорожных вокзалов Лондона.
Расположен в центре города, у Риджентс-канала. Открыт в 1868 году. Архитектурно состоит из основного помещения — дебаркадера, заключённого в фасады неоготического здания «Мидленд Гранд Отель» (ныне гостиница Renaissance Hotel). С вокзала отправляются поезда в другие города Великобритании и высокоскоростные поезда Eurostar на Париж и Брюссель.

## Описание

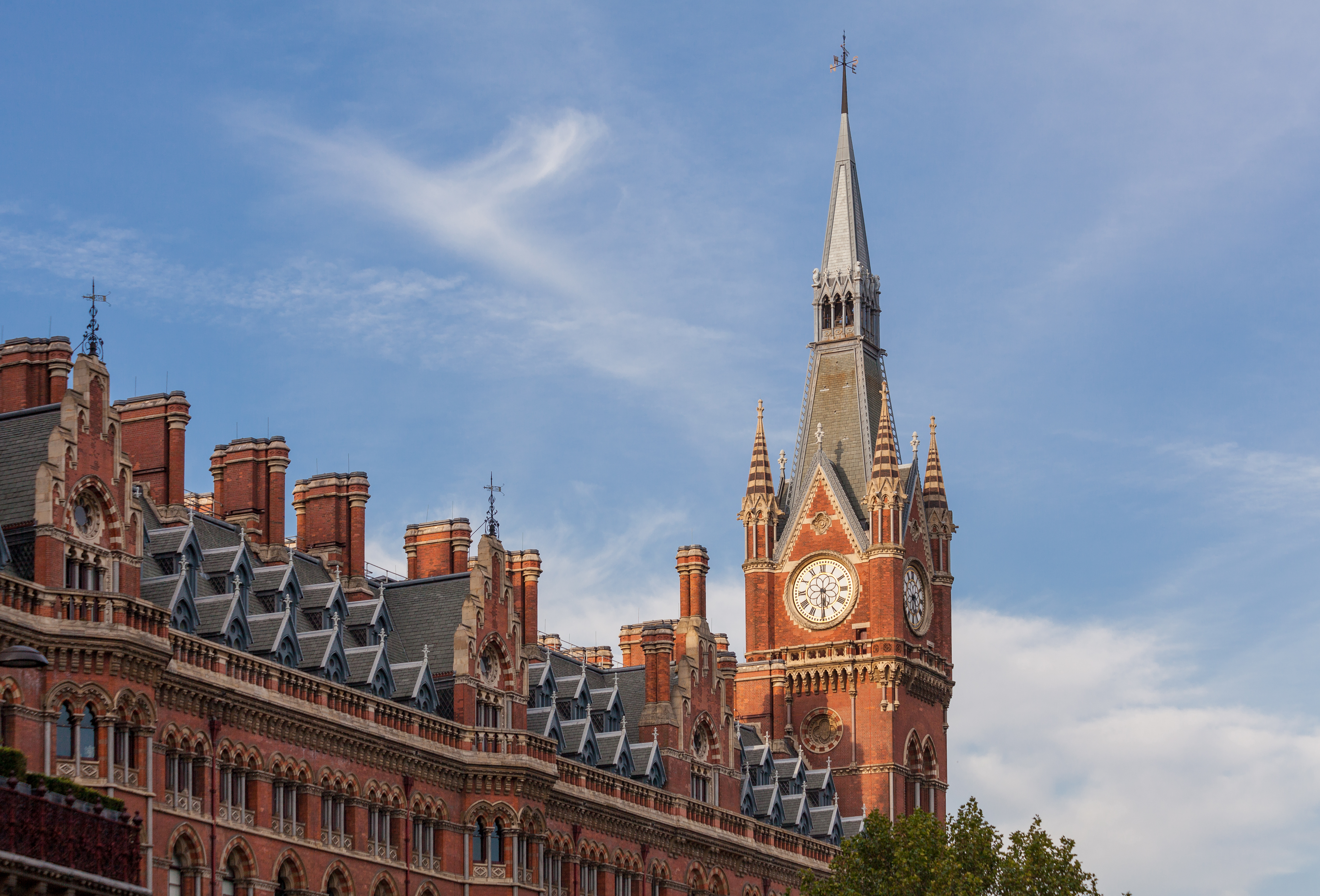
Готический «Мидленд Гранд Отель».

Вокзал расположен в центре Лондона, на улице Юстон-роуд напротив здания Британской библиотеки. Представляет собой дебаркадер, скрытый за фасадами неоготического здания «Мидленд Гранд Отель», ранее  отель-вокзал, ныне — гостиница St. Pancras Renaissance Hotel. Вокзал возвышается на 5 метров над уровнем улицы.

Логотип вокзала

Рядом, к востоку от Сент-Панкраса, расположен вокзал Кингс-Кросс. Платформы располагаются на двух уровнях, платформы международных поездов находятся на верхнем уровне. Все указатели на вокзале двуязычные: на английском и французском языках. Пересадка на станцию метро «Кингс-Кросс Сент-Панкрас», автобусные остановки Юстон-роуд, Мидленд-роуд и Панкрас-роуд.
Вокзал служит конечной станцией для высокоскоростных поездов Eurostar, связывающих Лондон с Парижем, Брюсселем и Лиллем, а также графством Кент, и поездов, прибывающих из британских городов Дерби, Лестера, Ноттингема и Шеффилда. Пригородный поезд Thameslink соединяет Лондон с аэропортами Гатвик и Лутон, а также с Брайтоном.
На верхнем этаже вокзала под вокзальными часами установлена бронзовая скульптура молодой пары «Место встречи». Поодаль стоит статуя поэта Джона Бетчемана (1906—1984).
Владелец вокзала — London and Continental Railways, оператор — Network Rail.

## История

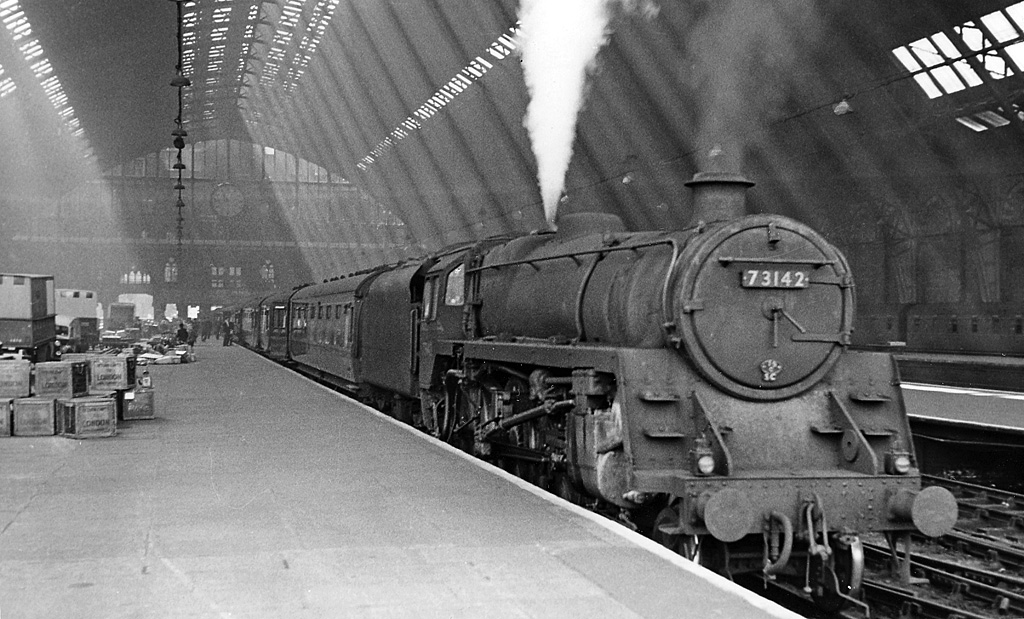
Паровоз на вокзале, 1957 год.

Вокзал и прилегающая к нему станция по проектам архитектора Джорджа Гилберта Скотта и инженера Уильяма Генри Барлоу были построены в 1860-е годы по заказу компании «Мидлендская железная дорога». Основное здание вокзала — многоэтажная гостиница «Мидленд Гранд Отель» — была заложена в 1866 году и была открыта в 1873 году. Отель из красного кирпича является одним из самых ярких примеров английской неоготической архитектуры викторианского периода. Арочный дебаркадер Барлоу вокзала на тот момент стал самым большим в мире. Назван в честь близлежащей церкви св. Панкратия.
В июле 1868 года от станции отправился первый пассажирский поезд, 1 октября состоялось торжественное открытие станции. В 1935 году гостиница была закрыта, её помещения использовались под офисы железнодорожников. Во время Второй мировой войны частичному разрушению подвергся дебаркадер вокзала. В 1980-е годы офисы бывшей гостиницы были закрыты по причине несоответствия требованиям пожарной безопасности.
В 2007 году на Сент-Панкрас с вокзала Ватерлоо был перенесён терминал скоростных поездов Eurostar (стоимость переноса составила 5,8 млрд фунтов стерлингов), в результате чего время движения поездов из Парижа в Лондон сократилось на 20 минут. В 2011 году после капитального ремонта в здании «Мидленд Гранд Отель» открыта 5-звёздочная гостиница St. Pancras Renaissance London Hotel.